# Nokia Lumia 2520
Nokia Lumia 2520 è il primo tablet computer prodotto dalla finlandese Nokia.

## Storia
Viene presentato durante lo speciale evento del 22 ottobre 2013, insieme ad altre due novità per l'azienda finlandese, ovvero i phablet Lumia 1520 e Lumia 1320.

## Caratteristiche
Dotato di un ampio display IPS LCD con diagonale da 10,1" e risoluzione di 1920 x 1080 px, il dispositivo monta il sistema operativo Windows RT di Microsoft, nella versione 8.1, spinto da un chip Qualcomm Snapdragon 800 con 2 GB di RAM. Per quanto riguarda il comparto hardware, non mancano connettività Wi-Fi, Bluetooth 4.0, NFC, slot micro-SIM per la rete dati, slot microSD (fino a 64 GB) e USB 3.0. Presenti anche due fotocamere, una anteriore e una posteriore; quest'ultima gode di un sensore da 6,7 megapixel con autofocus e lenti Carl Zeiss e registra video in Full HD. Altra caratteristica è la disponibilità per il terminale di varie tonalità di colore per la scocca in policarbonato: è infatti possibile scegliere tra i colori rosso, ciano, bianco e nero.

## Disponibilità
Verrà introdotto sul mercato nei primi mesi del 2014.